# 広島県道375号吉田丸門田線
広島県道375号吉田丸門田線（ひろしまけんどう375ごう よしだまるもんでんせん）は、広島県三原市から尾道市に至る一般県道である。

## 概要
三原市久井町吉田から尾道市御調町丸門田に至る。

### 路線データ
- 起点：三原市久井町吉田（広島県道156号御調久井線交点）
- 終点：尾道市御調町丸門田（国道486号交点）

## 路線状況
尾道市御調町野間に大型車の通行が困難な幅員狭小区間がある。

### 重複区間
- 広島県道406号宇津戸八幡線（尾道市御調町今田 - 尾道市御調町植野）

## 地理

### 通過する自治体
- 広島県
  - 三原市 - 尾道市

### 交差する道路
| 交差する道路                           | 市町村名 | 交差する場所 | 交差する場所 |
| -------------------------------------- | -------- | ------------ | ------------ |
| 広島県道156号御調久井線                | 三原市   | 久井町吉田   | 起点         |
| 広島県道406号宇津戸八幡線 重複区間起点 | 尾道市   | 御調町今田   |              |
| 広島県道406号宇津戸八幡線 重複区間終点 | 尾道市   | 御調町植野   |              |
| 国道486号                              | 尾道市   | 御調町丸門田 | 終点         |

### 沿線
- 野間川ダム
- 尾道ゴルフ倶楽部